# Gezähntes Jochzahnmoos
Das Gezähnte Jochzahnmoos (Zygodon dentatus) ist eine Laubmoos-Art aus der Familie Orthotrichaceae.

## Merkmale
Die bis 1,5 Zentimeter großen Pflanzen bilden lockere, weiche, oben gelbgrüne Rasen. Die aufrechten Stämmchen sind wenig verzweigt. Die eiförmig-lanzettlichen, oben gekielten, scharf gespitzten und bis zwei Millimeter langen Blätter sind feucht sparrig abstehend, trocken anliegend bis leicht spiralig gedreht. Die Blattrippe reicht bis in die Blattspitze. In der Nähe der Blattspitze ist der Blattrand oft, aber nicht bei allen Blättern, mit ein oder zwei scharfen Zähnen besetzt. Die Blattzellen sind unten fast hyalin, glatt und kurz rechteckig, oben unregelmäßig rundlich, dickwandig, stark papillös und 10 bis 12 Mikrometer groß.
Die Geschlechterverteilung ist diözisch. Sporogone sind sehr selten. Der Verbreitung dienen die reichlich gebildeten Brutkörper, diese sind gelbbraun, eiförmig, 30 bis 35 Mikrometer breit und 50 bis 75 Mikrometer lang. Die Zellen der Brutkörper sind mit drei bis vier regelmäßigen Querwänden und einigen Längs- oder Schrägwänden geteilt.

## Standortansprüche
Das Moos wächst besonders in montanen Höhenlagen in luftfeuchten bis trockenen, halbschattigen bis lichtreichen, aber nicht sonnigen Lagen an Laubholzstämmen in lichten Wäldern, an Waldrändern oder in Streuobstwiesen. Nur selten wächst es an Felsen oder Mauern.

## Verbreitung
Die Art hat ihr Verbreitungsgebiet in den Alpen und im nördlichen Alpenvorland, im Schwarzwald und Bayerischen Wald, im Fichtelgebirge, in den Vogesen, in der Tatra und in den Karpaten.
In den nördlichen Kalkalpen ist sie zum Teil mäßig verbreitet.